# Erik Svedberg
Erik Daniel Svedberg (i riksdagen kallad Svedberg i Gnarp), född 25 september 1909 i Gnarps församling, Gävleborgs län, död där 16 september 1995, var en svensk hemmansägare och politiker (socialdemokrat).
Svedberg var ledamot av riksdagens första kammare från 1953 i valkretsen Gävleborgs län.